# Teramenes

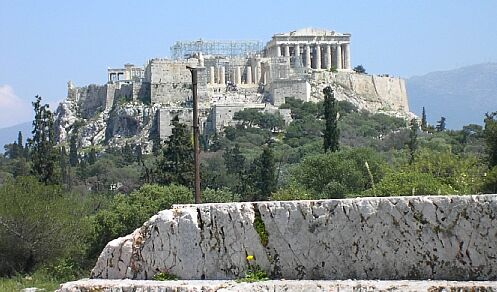
Trybuna mówców na wzgórzu Pnyks w Atenach, na której podczas przemówień stali Teramenes i inni politycy. W tle widać Akropol.

Teramenes, gr. Θηραμένης, (zm. 404 p.n.e.) – ateński mąż stanu, który odegrał ważną rolę w ostatniej dekadzie wojny peloponeskiej. Szczególnie aktywny w dwóch okresach rządów ateńskiej oligarchii, jak również podczas procesu strategów dowodzących w bitwie pod Arginuzami w 406 p.n.e. Umiarkowany oligarcha, często stawał pomiędzy demokratami i skrajnymi oligarchami. Dążył do poszerzenia składu oligarchii, co nastąpiło w 411 r. p.n.e. Nie udało mu się tego powtórzyć w 404 r. p.n.e. – został stracony przez swoich przeciwników politycznych.
Teramenes był czołową postacią czterech ważniejszych epizodów w historii Aten. Pojawia się w 411 r. p.n.e. jako jeden z przywódców oligarchicznego zamachu stanu, ale jego poglądy odbiegają od zapatrywań innych organizatorów przewrotu, sprzeciwia się ich rozkazom i podejmuje działania mające na celu zastąpienie narzuconej przez nich wąskiej oligarchii liczniejszą. Następnie przez kilka lat zajmuje stanowisko stratega, jednak w 407 r. p.n.e. nie zostaje ponownie wybrany na ten urząd. Po bitwie pod Arginuzami, w której wziął udział jako trierarcha, wyznaczono go do ratowania marynarzy z tonących okrętów, jednakże burza uniemożliwiła mu wykonanie zadania. Zajście to wywołało wśród ateńczyków falę niezadowolenia. Teramenes musiał uwolnić się od odpowiedzialności za nieudaną misję ratunkową. Egzekucja sześciu strategów, którzy dowodzili podczas bitwy, położyła kres kontrowersjom. Po zwycięstwie Spartan nad Ateńczykami w bitwie u ujścia Ajgospotamoj w 405 r. p.n.e., Teramenes wynegocjował warunki poddania się Aten. Następnie został członkiem, narzuconego Atenom przez Spartę, nielicznego rządu oligarchicznego, znanego jako Trzydziestu Tyranów. Również tym razem, tak jak w 411 r. p.n.e., Teramenes niebawem wszedł w konflikt z bardziej radykalnymi członkami rządu. Jego protesty przeciwko wprowadzonym przez Tyranów rządom terroru, skłoniły czołowych oligarchów do zawiązania przeciw niemu spisku. Został potępiony przed zgromadzeniem oligarchicznym, a następnie, gdy organ ten nie kwapił się z jego ukaraniem, wykreślono go z listy obywateli i stracono bez procesu.
Po swojej śmierci Teramenes pozostał kontrowersyjną postacią. Lizjasz zdecydowanie potępiał go za oskarżenie kilku spośród swoich byłych politycznych sojuszników, inni jednak występowali w obronie tych działań. Opinie nowożytnych historyków zmieniały się z biegiem lat. W XIX w. Teramenes był niemal powszechnie potępiany. Ostatnimi czasy nauka ocenia go bardziej pozytywnie. Dla jednych pozostał egoistycznym oportunistą, dla innych, człowiekiem z zasadami o umiarkowanych poglądach.

## Zapis historyczny
Nie jest nam znany żaden starożytny biograf Teramenesa, ale jego życie i działalność są stosunkowo dobrze udokumentowane w kilku zachowanych utworach, które poświęcają mu dużo miejsca. Kilkakrotnie szczegółowo wypowiada się o nim attycki mówca Lizjasz, aczkolwiek jego przemowy są bardzo wrogie Teramenesowi. Pojawia się również w kilku starożytnych dziełach historiograficznych. Tukidydes relacjonuje początki jego kariery, a Ksenofont, opisując kilka zdarzeń z życia Teramenesa, dopowiada dalszy ciąg. Z kolei sprawozdanie Diodora Sycylijskiego, który prawdopodobnie w znacznym stopniu korzysta tu z Eforusa, dostarcza nam kolejnych informacji, które w kilku miejscach istotnie odbiegają od tego, co napisał Ksenofont. Teramenes pojawia się również w kilku innych źródłach, które choć nie zawierają równie dużo szczegółowych informacji, to jednak rzucają światło na polityczne spory towarzyszące życiu Teramenesa i jego pamięci.

## Rodzina
Źródła historyczne przekazują nam jedynie najogólniejszy zarys życia Teramenesa poza sferą publiczną. Jego ojciec, Hagnon, odgrywał znaczącą rolę w ateńskim życiu publicznym w dekadach poprzedzających pojawienie się na scenie Teramenesa. Dowodził grupą kolonistów greckich, którzy w 437/6 r. p.n.e. założyli Amfipolis. Kilkakrotnie, przed i w czasie wojny peloponeskiej, zajmował stanowisko stratega, był również jednym z sygnatariuszy pokoju Nikiasza. W 411 r. p.n.e. rządząca Rada Czterystu mianowała go jednym z dziesięciu członków komisji mającej przygotować nowe prawo.

## Zamach stanu w 411 r. p.n.e.

### Obalenie demokracji

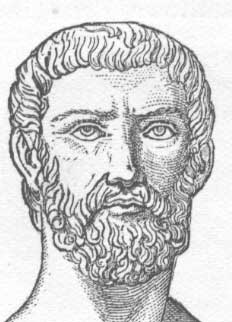
Alcybiades zachęcał do dokonania oligarchicznego zamachu stanu, obiecując, w razie obalenia demokracji, wsparcie Persów.

Teramenes po raz pierwszy pojawia się w zapisach historycznych w związku z jego zaangażowaniem w oligarchiczny zamach stanu w 411 r. p.n.e. W następstwie porażki Aten na Sycylii, wśród podległych im państw basenu Morza Egejskiego zaczęły wybuchać bunty, rozpadł się pokój Nikiasza i do 412 r. p.n.e. wojna peloponeska rozgorzała na nowo z całą siłą. W tych okolicznościach część ateńskich arystokratów zawiązała spisek, którego celem było obalenie demokratycznych władz w mieście. Przewodził im Pejsander, Teramenes natomiast był jedną z wyżej postawionych osób w tej grupie. Intrygę zapoczątkował przebywający na wygnaniu arystokrata Alcybiades, będący w tym czasie doradcą perskiego satrapy Tissafernesa. Twierdząc, że ma wielki wpływ na Tissafernesa, obiecał wrócić do Aten wraz z perskim wsparciem, o ile stanowiąca przyczynę jego wygnania demokracja zostanie zastąpiona oligarchią. W związku z tym niektórzy trierarchowie i inni dowódcy armii ateńskiej na Samos zaczęli planować ustanowienie oligarchii. Wysłali do Aten Pejsandera, który przekonał eklezję, że powrót Alcybiadesa i sojusz z Tissafernesem będą tylko wtedy możliwe, gdy Ateńczycy zastąpią demokrację rządem oligarchów. Postanowiono, że Pejsander uda się do Tissafernesa i Alcybiadesa i zawrze z nimi te porozumienia, które uznają za konieczne.
Alcybiades zdawał sobie jednak sprawę, że jego wpływ na Tissafernesa nie jest aż tak wielki, jak twierdził i że nie będzie w stanie nakłonić satrapy do wejścia w sojusz z Ateńczykami, dlatego, chcąc to ukryć, domagał się od nich coraz większych ustępstw, aż wreszcie odmówili mu posłuszeństwa. Pomimo rozczarowania Alcybiadesem, Pejsander i jego towarzysze nie zmienili planów, nadal zamierzali obalić demokrację. Powrócili na Samos, aby zabezpieczyć swoją kontrolę nad armią i zachęcić grupę rodowitych samijskich oligarchów do podjęcia działań mających doprowadzić do zniesienia demokracji w ich mieście. Tymczasem w Atenach stronnictwo młodych oligarchów uzyskało faktyczną kontrolę nad rządem, dopuszczając się przy tym mordów i zastraszania.
Po dokonaniu odpowiednich przygotowań przywódcy spisku popłynęli do Aten. Wśród nich był Teramenes, którego Tukidydes nazywa jednym z liderów partii, która doprowadziła do przewrotu i dodaje, że był to „dobry mówca i mądry człowiek”. W Atenach zwołali zgromadzenie ludowe i przedstawili mu wniosek o podjęcie działań mających doprowadzić do formalnego zastąpienia demokracji rządem czterystu wybranych mężów, którzy mieli wybierać i zwoływać większe zgromadzenie pięciu tysięcy obywateli. Krótko po tym spiskowcy przybyli pod bronią do ratusza i rozkazali przebywającym tam radnym rozejść się po podjęciu poborów. Radni posłuchali rozkazu i od tego momentu cała władza znalazła się w rękach oligarchów, którzy szybko dostosowali prawo do narzuconej przez siebie formy rządu.

### Konflikt wewnątrzpartyjny

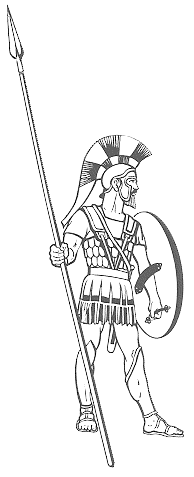
Grecki hoplita. Teramenes opowiadał się za rządem, do którego mieliby być dopuszczeni wszyscy mężczyźni posiadający co najmniej status hoplity.

Wraz z przejęciem władzy zaczęły się pojawiać konflikty zagrażające przyszłości nowego rządu. Po pierwsze, nie doszedł do skutku planowany zamach stanu na Samos, któremu przeciwstawili się samijscy demokraci wspomagani przez przebywających na wyspie Ateńczyków. Kiedy do stacjonujących na Samos wojsk dotarła wiadomość o przewrocie w Atenach (towarzyszyły jej wyolbrzymione relacje o aktach przemocy, których miały dopuszczać się nowe władze) żołnierze zadeklarowali swoją lojalność wobec demokracji i wrogość w stosunku do nowego rządu. Tymczasem w Atenach narastał podział pomiędzy umiarkowanymi i radykalnymi oligarchami. Na czele frakcji umiarkowanej stali Teramenes i Arystokrates, syn Skeliasa. Do frakcji radykalnej, której przewodził Frynichos, należeli prominentni przywódcy zamachu stanu, jak Pejsander i Antyfon, a nadto większość członków Rady Czterystu, przeciwna poszerzeniu składu oligarchii i gotowa zawrzeć pokój ze Spartą w zasadzie na każdych warunkach. Umiarkowany odłam oligarchii, mimo że dążył do pokoju ze Spartą na warunkach umożliwiających zachowanie rządów w Atenach, nie był gotowy poświęcać władzy nad sprzymierzeńcami i floty, ponadto zamierzał poszerzyć oligarchię, aby liczyła pięć tysięcy osób, prawdopodobnie obejmując wszystkich mężczyzn posiadających co najmniej status hoplity.
Wkrótce po przejęciu władzy radykalni liderzy przewrotu rozpoczęli budowę fortyfikacji na Eetionei, stanowiącej główny punkt u wejścia do portu w Pireusie, rzekomo dla obrony portu przed atakiem floty z Samos. Wśród narastających sporów, połączyli te nowe fortyfikacje z już istniejącym murem, tworząc redutę, której można było bronić zarówno przed atakiem z morza, jak i z lądu. Znajdowały się tam duże składy, w których radykałowie zgromadzili większość miejskich zapasów zboża. Teramenes ostro protestował przeciwko budowie tych fortyfikacji, twierdząc, że nie zostały wzniesione w celu powstrzymania demokratów, lecz mają zostać przekazane armii spartańskiej. Tukidydes twierdzi, że jego oskarżenia nie były całkowicie bezpodstawne, gdyż radykałowie liczyli się z taką ewentualnością. Początkowo Teramenes i jego stronnicy zachowywali ostrożność, jako że osoby, które wcześniej wystąpiły przeciwko reżimowi, zostały stracone, jednak rozwój wypadków ośmielił ich i zdopingował do działania. Po pierwsze, wzdłuż wybrzeży Peloponezu wolno przemieszczała się nieprzyjacielska flota, rzekomo wysłana, aby wesprzeć antyateńskie siły na Eubei. Teramenes utrzymywał, że jej prawdziwym celem jest zajęcie fortyfikacji na Eetionei i udzielenie pomocy radykałom. Po drugie, jeden z funkcjonariuszy ateńskiej straży granicznej, najwyraźniej działając z umocowania wysoko postawionych członków rządu, zamordował Frynichosa, przywódcę frakcji radykalnej. Sprawca uciekł, ale udało się schwytać jego wspólnika, mieszkańca Argos. Poddany torturom, nie wskazał jednak nazwiska zleceniodawcy. Zważywszy na to, że radykałowie nie byli w stanie podjąć w tej sprawie skutecznych działań, jak również na to, że okręty peloponeskie zarzuciwszy kotwicę koło Epidauros dokonały stamtąd wypadu na Eginę (logiczne miejsce postoju przed przybyciem do Pireusu), Teramenes i jego frakcja postanowili działać.
Dowodzący oddziałem hoplitów w Pireusie Arystokrates aresztował oddanego ekstremistom stratega Aleksyklesa. Rozwścieczeni tym radykalni przywódcy Rady Czterystu domagali się podjęcia odpowiednich działań i wygrażali frakcji Teramenesa, ale ku ich zaskoczeniu, Teramenes podjął się uwolnienia Aleksyklesa. Uzyskawszy ich zgodę wyruszył do Pireusu dzieląc się dowództwem z jednym strategiem o umiarkowanych poglądach i jednym radykałem, Arystarchem. Po przybyciu do Pireusu, Arystarch w gniewie wezwał swoich ludzi do zaatakowania hoplitów, którzy uwięzili Aleksyklesa. Teramenes również udawał gniew, ale zapytany przez hoplitów, czy jego zdaniem fortyfikacje na Eetionei były dobrym pomysłem, odpowiedział, że jeżeli chcą je zburzyć, on nie ma nic przeciwko temu. Usłyszawszy to, hoplici przystąpili do dzieła, wykrzykując, że każdy, kto chce rządów Pięciu Tysięcy zamiast Rady Czterystu powinien się do nich przyłączyć. Zdaniem Donalda Kagana, to prawdopodobnie partia Teramenesa wznosiła takie okrzyki, gdyż to oni chcieli rządów Pięciu Tysięcy, natomiast hoplici burząc fortyfikacje liczyli na powrót demokracji. Kilka dni później flota peloponeska zbliżyła się do Pireusu, ale znajdując fortyfikacje zburzone, a port dobrze broniony, wzięli kurs na Eubeę. Niedługo potem usunięto Radę Czterystu zastępując ją rządem Pięciu Tysięcy, a najbardziej radykalni oligarchowie uciekli z miasta.

## Dowództwo

Ateńska strategia pod Kyzikos. Stanowiąca przynętę eskadra Alcybiadesa odciąga Spartan, a Trazybulos i Teramenes, nadpływając z tyłu odcinają im drogę odwrotu.

Pod rządami Pięciu Tysięcy, jak i później, gdy w 410 r. p.n.e. rządy te zostały zastąpione demokracją, Teramenes przez kilka lat służył jako strateg, dowodząc flotą na morzu egejskim i na wodach Hellespontu. Krótko po powstaniu rządu Pięciu Tysięcy, Teramenes popłynął na Hellespont, aby dołączyć tam do Trazybulosa oraz strategów wybranych przez armię na Samos. Po zwycięstwie Ateńczyków pod Abydos, Teramenes, dowodząc trzydziestoma trierami, wyruszył zaatakować buntowników na Eubei, którzy chcąc, by wyspa miała lądowe połączenie z Beocją, budowali groblę. Nie mogąc powstrzymać budowy, splądrował terytorium kilku zbuntowanych miejscowości, później zaś przemierzał obszar morza egejskiego obalając oligarchie i pozyskując fundusze z różnych miast imperium ateńskiego. Następnie skierował swoją flotę do Macedonii, gdzie pomagał macedońskiemu królowi Archelaosowi w oblężeniu Pydny. Odstąpił jednak od przeciągającego się oblężenia i popłynął do Tracji, aby połączyć się z Trazybulosem. Stamtąd Ateńczycy wyruszyli do Kyzikos, stawić czoła Mindarosowi, którego okręty blokowały to miasto. Podczas bitwy pod Kyzikos Teramenes dowodził jednym skrzydłem floty ateńskiej, przyczyniając się tym samym do zdecydowanego zwycięstwa Aten nad Spartą. W bitwie tej Ateńczycy uciekli się do podstępu. Część floty dowodzona przez Alcybiadesa (który, na krótko przed zamachem stanu, został wezwany do powrotu z wygnania przez flotę z Samos) posłużyła jako przynęta, z zadaniem wyprowadzenia Spartan na otwartą wodę, a gdy to się udało, dowodzący samodzielnymi eskadrami Trazybulos i Teramenes, odcięli Spartanom drogę odwrotu do miasta. Mindaros był zmuszony uciec do pobliskiego brzegu, a gdy Ateńczycy usiłowali ściągnąć spartańskie okręty na wodę, wywiązała się tam zażarta walka. Podczas gdy podkomendni Trazybulosa i Alcybiadesa wiązali wojska spartańskie, Teramenes połączywszy się z przebywającymi w pobliżu ateńskimi oddziałami lądowymi, pośpieszył im z pomocą. Jego przybycie przyśpieszyło całkowitą klęskę Spartan, tym dotkliwszą, że Ateńczycy zdobyli wszystkie ich okręty. W następstwie tego zwycięstwa Ateńczycy zajęli Kyzikos i wznieśli fort w Chryzopolu, dzięki czemu mogli pobierać dziesięcinę od statków przepływających przez Bosfor. Teramenes i inni stratedzy pozostali w tym forcie wraz z eskadrą trzydziestu okrętów, aby nadzorować pobieranie cła. Tymczasem w Atenach, w przeciągu kilku miesięcy od bitwy pod Kyzikos, rządy Pięciu Tysięcy zakończyły się przywróceniem demokracji. Donald Kagan jest zdania, że to właśnie nieobecność Teramenesa, „najlepszego rzecznika umiarkowanych oligarchów”, utorowała drogę tej restauracji.

## Arginuzy
Teramenes pozostawał strategiem do 407 r. p.n.e., ale gdy rok później porażka Aten pod Notium doprowadziła do upadku Alcybiadesa i jego politycznych sprzymierzeńców, nie wybrano go ponownie na to stanowisko. Powierzono mu jednak funkcję trierarchy w naprędce zorganizowanej flocie, mającej oswobodzić Konona, którego czterdzieści okrętów zostało zablokowanych w Mitylenie przez flotę spartańską pod dowództwem Kallikratidasa. Podczas tej wyprawy, pod Arginuzami, Ateńczycy odnieśli zaskakujące zwycięstwo nad bardziej doświadczonymi siłami Sparty, jednak pod koniec bitwy nastąpiły wypadki, które stały się źródłem kontrowersji, związanych m.in. z osobą Teramenesa. Dowodzący flotą stratedzy, stojąc w obliczu równie pilnych zadań, musieli dokonać wyboru swych dalszych kroków. Z jednej strony, pięćdziesiąt peloponeskich okrętów dowodzonych przez Eteonikosa pozostawało w Mitylenie blokując Konona i zdecydowane uderzenie Ateńczyków mogło doprowadzić do zniszczenia tych jednostek, jednakże, w tym samym czasie, zaistniała konieczność wysłania okrętów na pomoc marynarzom z dwudziestu pięciu ateńskich trier, które zatonęły lub zostały uszkodzone podczas bitwy. W związku z tym postanowiono, że zadaniem wszystkich ośmiu strategów będzie popłynąć wraz z przeważającą częścią floty do Mityleny, natomiast byli stratedzy, a obecnie trierarchowie, Trazybulos i Teramenes, pokierują misją ratunkową, która wyłowi ocalałych, a także wydobędzie zwłoki poległych, aby można je było pochować. Wtedy jednak nadciągnęła potężna burza i obie części floty powróciły do brzegu. Eteonikos uciekł, a wielka liczba ateńskich marynarzy (szacuje się, że mogło to być od około tysiąca do pięciu tysięcy ludzi) zatonęła.

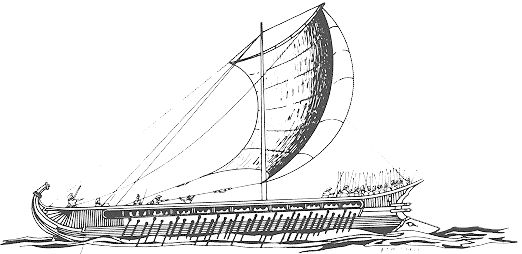
Starożytna grecka triera. Dwadzieścia pięć ateńskich trier zostało uszkodzonych lub zatonęło pod Arginuzami. Zadaniem Teramenesa było uratować rozbitków.

Wkrótce po dotarciu do Aten wiadomości o tej tragedii, pojawiły się liczne kontrowersje odnośnie do rozkładu odpowiedzialności za nieudaną akcję ratunkową. Wzburzenie opinii publicznej wywołane było nie tylko stratą tak wielu marynarzy, ale również tym, że nie wydobyto ciał poległych, a tym samym nie można było ich pochować. Stratedzy podejrzewając, że Trazybulos i Teramenes, którzy już powrócili do Aten, stoją za zwołaniem zgromadzenia, podczas którego ich oskarżano, napisali listy skierowane do ateńskiego ludu, w których wskazywali trierarchów jako odpowiedzialnych za niepowodzenie misji ratunkowej. Trazybulos i Teramenes zostali wezwani do przedstawienia przed zgromadzeniem argumentów na obronę swojego postępowania. Teramenes pokazał list, w którym stratedzy upatrywali jedyną przyczynę niepowodzenia w burzy. W rezultacie uznano niewinność trierarchów, a gniew opinii publicznej zwrócił się przeciwko strategom. Wszystkich ośmiu usunięto z urzędów, a jednocześnie nakazano im wrócić do Aten i stanąć przed sądem. Dwóch uciekło, ale pozostali zgodnie z rozkazem powrócili.
Diodor zauważa, że stratedzy popełnili poważny błąd usiłując zrzucić winę na Teramenesa, gdyż tym samym utracili możliwość skorzystania w toku procesu z pomocy trierarchy i jego popleczników (którzy byli nie tylko zdolnymi mówcami, ale również posiadali wielu przyjaciół, a co najważniejsze, brali udział w zdarzeniach związanych z bitwą), przysporzyli sobie natomiast wrogów i zajadłych oskarżycieli.  Dlatego też, kiedy już doszło do procesu, pośród liderów frakcji zabiegającej o skazanie strategów, było wielu politycznych sprzymierzeńców Teramenesa. Zanim zgromadzenie zadecydowało o losie dowódców, doszło do serii zajadłych dyskusji i prawnych przepychanek. Początkowo wydawało się, że zostaną potraktowani łagodnie, ale ostatecznie na opinii zgromadzenia zaważyła powszechnie przejawiana żałoba rodzin poległych, jak również agresywne oskarżenie przez Kalliksenosa. Po przeprowadzeniu zbiorowego procesu, sześciu strategów zostało straconych. Z czasem jednak, gdy wywołany katastrofą ból i gniew zmalał, ateńska opinia publiczna zaczęła żałować tego uczynku i pomimo upływu kolejnych tysiącleci, historycy i komentatorzy wciąż wskazywali na to zdarzenie, określając je prawdopodobnie największą klęską w historii ateńskiego wymiaru sprawiedliwości.

## Negocjacje pokojowe
W 405 r. p.n.e. flota Aten została pokonana i zniszczona przez okręty peloponeskie pod dowództwem Lizandra w bitwie u ujścia Ajgospotamoj na wodach Hellespontu. Nie posiadając dostatecznych środków na budowę kolejnej floty, Ateńczykom pozostawało czekać, aż Lizander, przemierzywszy Morze Egejskie, przypłynie do ich miasta. Zablokowani od strony lądu i z morza, z kończącymi się zapasami żywności, wysłali posłów do spartańskiego króla Agisa II, którego wojska obozowały na zewnątrz ich murów, oferując Sparcie sojusz w zamian za możliwość zachowania murów i portu. Agis stwierdził jednak, że nie posiada władzy prowadzenia negocjacji i odesłał ateńskich posłów do Sparty, gdzie z kolei powiedziano im, że jeśli chcą pokoju, powinni przedstawić Spartanom lepsze propozycje. Początkowo Ateńczycy pozostawali nieprzejednani, gotowi nawet posunąć się do uwięzienia człowieka, który zaproponował zburzenie odcinka długich murów, aby w ten sposób spełnić warunki stawiane poprzednio przez Spartan, wkrótce jednak ich rzeczywiste położenie wymusiło na nich przyjęcie bardziej ugodowej postawy. Przemawiając przed zgromadzeniem, Teramenes poprosił, aby wysłać go z poselstwem do Lizandra (który w tym czasie oblegał Samos), twierdząc, że w ten sposób ustali rzeczywiste zamiary Spartan wobec Aten. Oświadczył również, że odkrył coś, co może poprawić sytuację Aten, ale odmówił podzielenia się tym z ogółem obywateli. Przyjęto jego propozycję i dzięki temu mógł popłynąć na Samos, aby spotkać się z Lizandrem. Stamtąd wysłano go do Sparty, ale zanim tam dotarł prawdopodobnie zatrzymał się w Atenach. W Sparcie, w obecności przedstawicieli wszystkich jej sojuszników, Teramenes i jego towarzysze wynegocjowali warunki pokoju kończącego drugą wojnę peloponeską: długie mury i fortyfikacje w Pireusie miały zostać zburzone, przewidziano znaczące ograniczenie floty ateńskiej, sprowadzenie z powrotem wygnańców oraz uzgodnienie polityki zagranicznej Aten z polityką Sparty. Zastrzeżono również przywrócenie dawnego ustroju. Powróciwszy to Aten, Teramenes przedstawił zgromadzeniu wyniki rokowań. Chociaż niektórzy wciąż opowiadali się za stawianiem oporu, większość jednak zagłosowała za przyjęciem warunków pokoju. W ten sposób, po dwudziestu ośmiu latach, druga wojna peloponeska dobiegła końca.

## Trzydziestu Tyranów
W następstwie kapitulacji Ateńczyków długie mury zostały zburzone, a rozmaite wojska oblegające miasto powróciły do swych ojczyzn. W Atenach prawdopodobnie pozostał garnizon Spartan, którzy mieli nadzorować rozbiórkę murów. Lizander odpłynął na Samos, aby dokończyć tam oblężenia. Inne z postanowień traktatu pokojowego przewidywało, że wszystkie osoby, które zostały wygnane będą mogły powrócić do Aten. Ludzie ci, a wśród nich wielu orędowników oligarchii, których wypędzono w okresie demokracji, stanęli w miesiącach następujących po zawarciu traktatu przed trudnym zadaniem. Członkowie środowisk oligarchicznych wyznaczyli pięciu „nadzorców”, którzy mieli zaplanować przejście do oligarchii. W lipcu 404 r. p.n.e., wezwano Lizandra, aby powrócił do Aten i nadzorował zmianę rządów. Oligarchiczny polityk, Drakontides, zaproponował na zgromadzeniu, powierzenie władzy w ręce trzydziestu wybranych osób. Wniosek poparł Teramenes, a groźba Lizandra, że jeśli nie zostanie przyjęty, ukarze Ateńczyków za nie dość szybkie rozebranie murów, skłoniła zgromadzenie do jego uchwalenia. Wybór Trzydziestu polegał na tym, że dziesięciu wskazali „nadzorcy”, dziesięciu zgłosił Teramenes (w tym samego siebie), a dziesięciu wyznaczył Lizander.
Rząd ten, wkrótce nazwany rządem Trzydziestu Tyranów, z uwagi na nadużycia i okrucieństwa jakich się dopuszczał, szybko przystąpił do objęcia miasta swoją kontrolą. Oligarchowie, na czele których stanął Kritias, jeden z „nadzorców” i były wygnaniec, zwrócili się do garnizonu spartańskiego o zapewnienie im bezpieczeństwa. Następnie zapoczątkowali rządy terroru. Stracony mógł być każdy, kto w ich oczach jawił się jako osoba niepoddająca się naciskom lub posiadająca dostateczne poparcie, aby się im przeciwstawić. Wydarzenia te stały się źródłem rozdźwięku pomiędzy Teramenesem i liderami Trzydziestu. Wskazywał on bowiem, że nie jest sprawiedliwym pozbawienie kogoś życia jedynie z tego powodu, że w czasie demokracji cieszył się popularnością ludu, jeżeli obecnie w żaden sposób nie okazywał chęci zaszkodzenia oligarchii. Protest ten nie doprowadził do zmniejszenia liczby egzekucji, dlatego Teramenes podnosił, że jeżeli oligarchia chcę rządzić przy pomocy siły, musi przynajmniej dopuścić do władzy więcej osób.  Z obawy, że Teramenes mógłby stanąć na czele ruchu społecznego przeciwko rządzącym, Kritias i protagoniści Trzydziestu sporządzili listę trzech tysięcy osób, które miały wchodzić w skład nowego rządu. Kiedy jednak Teramenes w dalszym ciągu zgłaszał obiekcje, wskazując, że jest to zbyt mała liczba, przywódcy zarządzili przegląd wojskowy, podczas którego rozkazali obywatelom złożyć przyniesioną przez nich broń na stos, aby następnie, przy pomocy garnizonu spartańskiego, zarekwirować ją (nie dotyczyło to jednak broni należącej do osób znajdujących się na liście trzech tysięcy). To wydarzenie, z kolei zapoczątkowało jeszcze większe nadużycia. W celu pozyskania pieniędzy, którymi mogliby opłacić Spartan, Kritias i przywódcy zarządzili, że każdy spośród Trzydziestu ma aresztować i stracić jednego z metojków, a następnie skonfiskować jego majątek. Teramenes odmówił wykonania tego rozkazu, twierdząc, że takie działanie jest bardziej niesprawiedliwe niż najgorsze nadużycia demokracji.
W obliczu takiej postawy Teramenesa, Kritias i jego towarzysze uznali, że stanowi on zbyt poważne zagrożenie dla ich rządów. W związku z tym, przemawiając przed zgromadzeniem trzech tysięcy, Kritias potępił Teramenesa jako „zdrajcę z natury”, oportunistę gotowego w każdej chwili zmienić swoją polityczną lojalność. Zręcznie określił go przezwiskiem „kotornos”, nazwą butów noszonych przez aktorów na scenie, które pasowały na każdą stopę. Według Kritiasa, Teramenes był gotów służyć zarówno interesom demokracji, jak i oligarchii, o ile mogło mu to przynieść korzyść. W żarliwej odpowiedzi, Teramenes nie zgodził się z zarzutem, jakoby jego polityka była kiedykolwiek niekonsekwentna. Twierdził, że zawsze popierał umiarkowaną politykę, nie stając po stronie ani radykalnych demokratów, ani też skrajnych oligarchów, opowiadał się natomiast za rządem osób posiadających co najmniej status hoplity, a więc takich, które mogą być użyteczne dla państwa. Widząc jak dobre wrażenie wywarło na publiczności przemówienie Teramenesa, Kritias zrozumiał, że jeśli sprawa zostanie poddana pod głosowanie, Teramenes zostanie uniewinniony. Porozumiawszy się z Trzydziestoma, polecił ludziom uzbrojonym w sztylety uformować szereg z przodu publiczności i następnie wykreślił imię Teramenesa z listy trzech tysięcy, odbierając mu w ten sposób prawo do procesu. Dowiedziawszy się o tym, Teramenes uskoczył do pobliskiego ołtarza Hestii, licząc, że miejsce to zapewni mu azyl, jednocześnie upominał zgromadzonych, aby nie dopuścili do jego zabójstwa, jednak na próżno. Wtedy pojawili się członkowie kolegium „jedenastu”, zarządzającego więzieniami oraz czuwającego nad wykonaniem wyroków, wyciągnęli Teramenesa i zmusili go do wypicia cykuty. Wypiwszy truciznę, resztkę wylał na podłogę, nawiązując w ten sposób do gry w kottabos, w której pijący wino wznosił toast drogiej mu osoby. Toast Teramenesa brzmiał: „Niech to będzie dla pięknego Kritiasa”.

## Historiografia

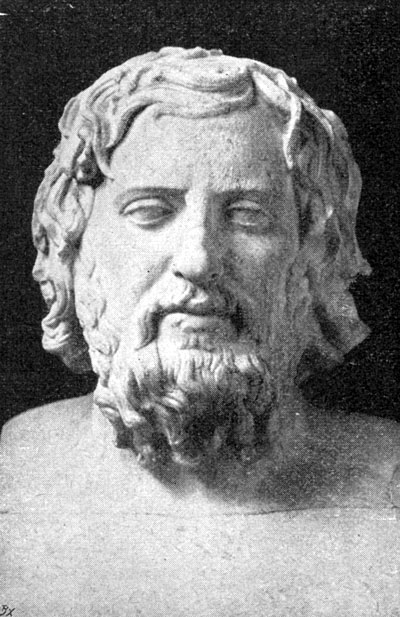
Historyk Ksenofont jest autorem uszczypliwej relacji poczynań Teramenesa po bitwie pod Arginuzami, z drugiej strony, w przychylny sposób przedstawia jego sprzeciw wobec polityki Trzydziestu Tyranów.

Teramenes wiódł kontrowersyjne życie i nawet jego śmierć nie położyła kresu sporom o ocenę jego postępowania. W latach, które nastąpiły po śmierci Teramenesa, jego reputacja stała się przedmiotem sporu, kiedy byli oligarchiczni towarzysze nieżyjącego już polityka, zostali zmuszeni odpierać oskarżenia, jakie kierowano przeciw nim po przywróceniu demokracji (rządy Trzydziestu Tyranów trwały tylko do 403 r. p.n.e.). Wydaje się, że chcąc się oczyścić z zarzutów, próbowali powiązać swoje działania z postępowaniem Teramenesa, jednocześnie starając się przekonać popierających demokrację ateńskich sędziów o tym, że Teramenes był nieugiętym obrońcą rządów demokratycznych. Przykłady takich opisów znajdujemy w dziele Diodora Sycylijskiego, jak również w odnalezionych w latach sześćdziesiątych XX wieku fragmentach utworu nazywanego „pergaminem Teramenesa”. Jednakże powstały  również wypowiedzi atakujące taki jego wizerunek. Przykładem mogą być przemówienia Lizjasza – Przeciw Eratostenesowi i Przeciw Agoratosowi, gdzie przedstawia on Teramenesa jako osobę wyrachowaną i zdrajcę, który swoimi intrygami wyrządził olbrzymią szkodę Atenom. Także w początkowych partiach dzieła Ksenofonta spotykamy się z wrogim Teramenesowi nastawieniem autora, jednakże omawiając kolejne wydarzenia, w drugiej księdze Historii greckiej, Ksenofont najwyraźniej zmienia swoją opinię o nim, gdyż przedstawiony tam portret Teramenesa, w okresie rządów Trzydziestu Tyranów, jest zdecydowanie korzystniejszy od tego, który odnosi się do  wcześniejszych lat jego działalności. Jeszcze inny obraz pozostawił Arystoteles w Ustroju politycznym Aten. Teramenes został tam przedstawiony jako umiarkowany i wzorowy obywatel. Pomiędzy historykami dochodziło do sporów o źródło, z którego czerpał informacje Arystoteles. Zdaniem niektórych były one wytworem, pochodzącej z IV w. p.n.e., propagandy umiarkowanej partii „Teramenejczyków”. Inni natomiast, na przykład Philip Harding, nie znajdują dostatecznych dowodów na poparcie tej tezy i twierdzą, że stosunek Arystotelesa do Teramenesa wynika wyłącznie z jego własnej oceny tego człowieka.
Teramenes jest jedną z nielicznych, a może i jedyną starożytną postacią, co do której opinie nowożytnych uczonych, począwszy od końca XIX w., uległy równie dramatycznej zmianie. Wcześniej powszechnie akceptowano nieprzychylne Teramenesowi relacje Ksenofonta i Lizjasza i na ich podstawie pogardzano nim jako renegatem oraz obwiniano go o doprowadzenie do egzekucji strategów po bitwie pod Arginuzami. Dopiero odnalezienie w 1890 r. Ustroju politycznego Aten Arystotelesa doprowadziło do istotnej zmiany oceny charakteru Teramenesa, a pochodzący od Diodora opis procesu po bitwie pod Arginuzami, stał się preferowanym przez naukowców od 1970 r., kiedy to Antony Andrewes podważył wiarygodność relacji Ksenofonta. Nadal nie są brane pod uwagę bardziej melodramatyczne części działa Diodora, jak na przykład jego wyszukany opis ostatnich chwil Teramenesa, jednakże wielu innym fragmentom Biblioteki historycznej  przyznawane jest obecnie pierwszeństwo, w szczególności relacji z procesu strategów. Arystofanes w Żabach wyśmiewa zdolność Teramenesa do wyplątywania się z trudnych sytuacji, jednak nie wygłasza żadnych pogardliwych uwag, jakich  można by oczekiwać w stosunku do polityka, którego rola w szokujących wypadkach po bitwie pod Arginuzami byłaby uznawana za szczególnie haniebną, co zdaniem współczesnych uczonych, lepiej oddaje sposób, w jaki postrzegano Teramenesa w owym czasie. Nawet Lizjasz, który przy wielu okazjach bezlitośnie atakował Teramenesa, powstrzymuje się od wrogich mu komentarzy w związku z wydarzeniami, które nastąpiły po bitwie.
W najnowszych pracach powszechnie przyjmowany jest obraz Teramenesa jako człowieka o umiarkowanych poglądach, oddanego idei oligarchii o poszerzonym składzie, obejmującym wszystkich hoplitów.  Donald Kagan twierdzi, że cała kariera Teramenesa dowodzi, iż był on umiarkowanym politykiem, szczerze zaangażowanym w budowę ustroju powierzającego władzę klasie hoplitów, czy to w formie ograniczonej demokracji, czy też szeroko dostępnej oligarchii. Z kolei John Fine wskazuje, że tak jak wielu innych, którzy obrali pośrednią drogę, Teramenes był nienawidzony przez oba krańce sceny politycznej. Rząd Pięciu Tysięcy jest uznawany za jego polityczne arcydzieło, jednak podobne starania podjęte w 404 r. p.n.e. w celu wprowadzenia umiarkowanych reform, stały się bezpośrednią przyczyną jego śmierci. Dramatyczne okoliczności śmierci Teramenesa sprawiły, że nadano jej rozgłos, a opis ostatnich chwil jego życia wielokrotnie pojawiał się w całej klasycznej historiografii. John Fine zauważa, że łatwo jest idealizować Teramenesa, ponieważ zmarł przeciwstawiając się tyranom. W ciągu tysięcy lat od swojej śmierci, Teramenes był zarówno idealizowany, jak i potępiany. Jego krótką siedmioletnią karierę w centrum ateńskiego życia publicznego, pozostającą w związku z najbardziej kontrowersyjnymi wydarzeniami ostatnich lat wojny peloponeskiej, wiele razy interpretowano w odmienny sposób. Ze współczesnych prac o charakterze polemicznym poświęconych jego działalności, wyłania się obraz skomplikowanej postaci, która w chaosie ateńskiej sceny politycznej końca V w. p.n.e., obrała ryzykowną drogę. I chociaż od starożytności do czasów współczesnych historycy proponowali różne, dużo bardziej szczegółowe, portrety Teramenesa, to jednak być może już zawsze niewątpliwym pozostanie tylko taki zarys jego osoby.